# Muž se železnou maskou (muzikál)
Muž se železnou maskou je muzikál Michala Davida, Libora Vaculíka, Bryana Adamse a Lou Fanánka Hagena.
Děj se odehrává na francouzském královském dvoře za vlády krále Ludvíka XIV. („král slunce“). 

## Děj
Král Ludvík je arogantní a hýří rozmařilostí, zajímají jej ženy, stavba paláce Versailles a plesy; spoustu finančních prostředků dává do armády. Jeho bratr, dvojče Filip, je uvězněn v Bastile v železné masce. 
Krále a jeho život opatruje kapitán mušketýrů d'Artagnan. Další mušketýr – Athos – žije se svým jediným synem Raulem na venkovském sídle. Poté, co Ludvík pošle Raula na smrt jen proto, aby mohl mít krásnou Louisu, se Athos rozhodne s pomocí svých přátel Porthose a Aramise vyměnit krále Ludvíka za vězněného Filipa. D'Artagnan se odmítá spiknutí účastnit, jelikož jako kapitán královských mušketýrů přísahal králi věrnost, a navíc byl milencem Ludvíkovy matky, královny Anny Rakouské. 
K výměně se však nakonec přidá, a ta se úspěšně uskuteční. Bratři se navzájem i setkají a Ludvík chce ze zlosti svého bratra zastřelit. Anna Rakouská mu však srazí ruku, a kulka místo Filipa zasáhne d'Artagnana. Ten umírá, Ludvík je odvezen z Louvru, a mušketýři se stávají oficiálními rádci Filipa, francouzského krále.

## Hudební čísla
- "Můj buď dál"
- "Já léta toužím"
- "Láska má tě napořád"
- "Tak bože masku sejmi mou"
- "Muž je duše křehká"
- "Černá a bílá"
- "Šašek ten se nestydí"
- "My máme hlad"
- "Já jsem král"
- "Stát se králem"
- "Dražší je v ulicích mír"
- "Vítá nás Adonaj"[2]